# 津野氏
津野氏（つのし）は土佐国高岡郡の豪族。土佐七雄の一つ。高岡郡のうち中西部の津野荘・山間部の津野新荘・檮原荘を拠点とした。

## 歴史
- 津野氏は、家伝によれば藤原基経の後裔、藤原経高（つねたか）を始祖とする。経高は罪を得て延喜10年（910年）伊予に下り浮穴郡川上庄山内谷を経て、同13年（913年）に土佐国に入り、高岡郡津野山を開拓し名字を津野に改めと伝えられているが、諸説があるので断定できない。（中央の貴族が地方の荘園支配の為に、相続外の子女による婚姻・養子縁組は常套であった）
- 高岡郡津野山が現在の高知県高岡郡津野町付近から梼原町に及ぶと推測される。津野荘と称されるのは、資料等から高知県須崎市吾井郷付近であると考えられ、須崎市新荘、上・下分地区を津野新荘とも推測されている（後述の津野荘の項参照）
- 津野氏は高岡郡姫野々に姫野々城を築き、以後、中世を通じて、津野荘の地頭として発展した。
- 津野氏も土佐一条氏や大平氏と並び文人として知られた。
- 中興の祖とされる津野之高（ゆきたか、名は光高（みつたか）とも）は伊予河野氏の出身とされる。
- 津野基高（もとたか）は、天文15年（1543年）一条房基に降伏して、家臣として存続を図る。基高の孫、勝興（かつおき）は天正6年（1578年）に没し、津野氏の正統は途絶える。

## 津野荘
津野荘は京の賀茂御祖神社の荘園で、高岡郡吾井郷津野保（現・高知県須崎市吾井郷）にあった。本来は土佐国の賀茂御祖神社の荘園は土佐郡潮江荘であったが津波により水没、代わって津野荘が立荘された。
また、津野新荘は土讃線土佐新荘駅や新荘川にその名をとどめており、名称からして津野荘の成立後に津野新荘が成立したものと考えられる。
新荘川の流域に津野氏の山の拠点となった姫野々城がある。名称からの推測では津野氏は最初は津野荘の地頭となり、その後山深い津野新荘の地頭も兼ねるようになったと考えられる。

## 系譜・歴代当主
- 藤原基経 – 摂政・関白
- 藤原仲平 – 左大臣
- 津野経高（つねたか） – 蔵人頭、称・津野姓
- 津野経義（つねよし）
- 津野国高（くにたか）
- 津野高行（たかゆき）
- 津野高統（たかむね）
- 津野頼高（よりたか）
- 津野繁高（しげたか） – 土佐守護・細川繁氏より偏諱を賜う。
- 津野浄高（きよたか）
- 津野元高（もとたか）
- 津野春高（はるたか）
- 津野満高（みつたか）
- 津野満之（みつゆき）
- 津野之勝（ゆきかつ）
- 津野通重（みちしげ） – 之勝の子・泰高（やすたか）の弟とされるが、「通」の字から伊予河野氏の出身の可能性が高い。「河野通重」としても伝わる。
- 津野之高（ゆきたか、応永25年（1418年） – 文明11年（1479年）） – 伊予河野氏の出身で通重の養子（通重が河野氏出身の場合はその実子）とされる。一説に春高の子または養子とも。土佐守護・細川持之より偏諱を賜う。[1]
- 津野元藤（もとふじ） – 土佐守護・細川勝元より偏諱を賜う。父・之高より嫡子に指名されるが、これを不服とした兄・常高（つねたか、常定とも）と対立。のち和睦して常高の系統（常高 – 元房 – 元忠 –  –  – ）は中平氏を称した。
- 津野元勝（もとかつ） – 土佐守護・細川政元より偏諱を賜う。（※ 元藤と元実の間に元勝を入れないとする説（系図）もある。）
- 津野元実（もとざね、文明14年（1482年） – 永正14年（1517年）） – 土佐守護・細川政元より偏諱を賜う。永正14年（永正14年（1517年））、土佐一条氏の家臣・福井玄蕃を攻めるが、一条氏による援軍に敗れ戦死。
  - 中平元忠（兵庫助） – 元藤の兄・常高の孫。元実亡き後、その遺子・国泰を当主に立てるも幼少であったため、成長までその代理的存在として活躍。のち基高とともに土佐一条氏に降伏。
- 津野国泰（くにやす） – 土佐守護・細川高国より偏諱を賜う。
- 津野基高（もとたか、文亀3年（1503年） – 天文22年（1553年）） – 元実の実弟・山内摂津守（実名不詳）の子（国泰の従弟にあたる）。土佐一条房基より偏諱を賜うが、のちに謀反を起こして房基に敗れ降伏。
- 津野定勝（さだかつ） – 名は定雄（読み同じ）とも。土佐一条兼定より偏諱を賜う。長宗我部元親より降伏の勧告を受けるも拒否し、長宗我部氏への恭順を決意した家臣たちによって伊予へ追放される。
- 津野勝興（かつおき、? – 天正6年（1578年））- 父の姿勢を継いで長宗我部元親に対抗するが、のちに降伏。
- 津野親忠（ちかただ） – 長宗我部元親の三男で勝興の養子となる。